# Chemische Datenbank
Eine chemische Datenbank ist eine Datenbank zur Speicherung von  Informationen über chemische Verbindungen. Dabei kann es sich um Strukturinformationen (Kristall- oder Molekülstruktur), physikalische und thermodynamische Eigenschaften, Spektren, Reaktionen und Synthesen handeln.

## Arten von chemischen Datenbanken

### Chemische Strukturen
Chemische Strukturen werden in der Regel als Skelettformeln dargestellt. Mit üblichen Computerprogrammen werden sie als zweidimensionale Pixel- oder Vektorgrafiken mit Buchstaben für Atome und Strichen für Bindungen gespeichert. Diese Dateitypen sind leicht anzuzeigen (beziehungsweise zu rendern) und ideal für das Verständnis durch einen Chemiker geeignet. Für den computergestützten Einsatz sind sie (bis auf ihre leichte Anzeigbarkeit) gänzlich ungeeignet, da sie sowohl speicherineffizient als auch praktisch nicht durchsuchbar sind.
In chemischen Datenbanken erfolgt die Darstellung kleiner Moleküle (oder Liganden im Wirkstoffdesign-Prozess) in der Regel in Form von Listen – einer Liste mit den Atomen und einer mit den Bindungen zwischen den Atomen. Große Moleküle weisen dagegen häufig nur wenige Strukturgrundbausteine (Monomere) auf. In einer kompakteren Darstellungsform kann für solche Moleküle die Sequenz dieser Monomere angegeben werden, etwa für Proteine die Aminosäure-Sequenz.
Große Datenbanken für chemische Strukturen werden aufgebaut, um die Speicherung und Abruf von Informationen über Millionen von Molekülen und ihren physikalischen Eigenschaften oder ihrer Verbindungen zu handhaben.